# Valda sanningar
Valda sanningar är en medveten eller omedveten utsaga om någonting, som är sant för det system som formulerat och uttrycker den.
Begreppet används inom kommunikationstraditionen, och då särskilt kopplat till metakommunikation. 